# Egzon Bejtullai
 (juin 2021).
Si vous disposez d'ouvrages ou d'articles de référence ou si vous connaissez des sites web de qualité traitant du thème abordé ici, merci de compléter l'article en donnant les références utiles à sa vérifiabilité et en les liant à la section « Notes et références ».
Egzon Bejtullai (en macédonien : Егзон Бејтулаи), né le 7 janvier 1994 à Tetovo, est un footballeur international macédonien. Il évolue au poste de défenseur central au KF Drita.

## Biographie

### En équipe nationale
Il reçoit sa première sélection en équipe de Macédoine du Nord le 6 septembre 2018, contre Gibraltar. Ce match gagné 0-2 rentre dans le cadre de la Ligue des nations.
En 2021, il est retenu par le sélectionneur Igor Angelovski afin de participer au championnat d'Europe 2020.

## Palmarès
- Champion de Macédoine du Nord en 2018, 2019 et 2021 avec le FK Shkëndija
- Vainqueur de la Coupe de Macédoine du Nord en 2013 avec le Teteks Tetovo et en 2016 avec le FK Shkëndija